# Нонковић
Нонковић је српскохрватско презиме. Може се односити на следеће особе:
- Фране Нонковић (1939–2023), био је југословенски хрватски ватерполиста.
- Владе Нонковић, српски бивши контраадмирал и члан Генералштаба ( fl. 1998–99).[1][2]
- Душан Нонковић, новинар из српске дијаспоре,[3] добитник Медаље хуманости (2005).[4]

## Антропологија
Носе га претежно етнички Срби (који су православни хришћани). Породице са презименом налазе се у Поповској долини (у Босни и Херцеговини); Книнско Поље, Жагровић, и Голубић код Книна; Перушић Бенковачки, Ислам Грчки и Смилчић у Равним Котарима (у Хрватској); Његуши (у Црној Гори). У Хрватској живи око 130 особа са овим презименом, већином Срби.
Презиме је посведочено још 1530. године, где се помиње Которац Матко Николин Нонковић који је продао кућу Николи Цуци. Крајем 17. века помиње се неколико хајдука у Херцеговини са овим презименом који су учествовали у Великом турском рату (1683–1699), као што су Никола Нонковић и Вуле Нонковић.